# Lachapelle-sous-Rougemont
Lachapelle-sous-Rougemont és un municipi francès, es troba al departament del Territori de Belfort i a la regió de Borgonya - Franc Comtat. L'any 1999 tenia 460 habitants.

## Demografia
| 1962 | 1968 | 1975 | 1982 | 1990 | 1999 |
| ---- | ---- | ---- | ---- | ---- | ---- |
| 496  | 441  | 409  | 403  | 404  | 460  |